# 2014 en Roumanie
Événements de l'année 2014 en Roumanie.

## Événements
- 16 novembre : Klaus Iohannis est élu au second tour de l'élection présidentielle.

## Décès en 2014
- 1er janvier - Traian T. Coșovei, 59 ans, poète.
- 5 janvier - János Kristófi, 88 ans, peintre
- 27 mars - Augustin Deleanu, 69 ans, footballeur
- 27 avril - George Astalos, 80 ans, écrivain
- 27 mai - Theodor Grigoriu, 87 ans, compositeur
- 18 juin - Mihai Mocanu, 72 ans, footballeur
- 14 juillet - Vasile Zavoda, 84 ans, footballeur
- 7 août - Adela Rogojinaru, 51 ans, professeur.
- 31 août - Ștefan Andrei, 83 ans, homme politique